# Zygaena brizae
Zygaena brizae is een vlinder uit de familie bloeddrupjes (Zygaenidae). De wetenschappelijke naam is voor het eerst geldig gepubliceerd in 1800 door Esper.
De soort komt voor in Europa.